# Il rimedio per le donne
Il rimedio per le donne è un film muto italiano del 1914 diretto e interpretato da Ernesto Vaser.